# ATP Challenger Tour Finals 2013
El ATP Challenger Tour Finals 2013 es un torneo de tenis jugado en la Sociedade Harmonia de Tenis en San Pablo, Brasil, entre el 13 y el 17 de noviembre de 2013. Esta será la tercera edición del evento.

## Torneo
Está dirigido por la Asociación de Tenistas Profesionales (ATP) y es parte de la ATP Challenger Tour 2013. El local pasó del Ginásio do Ibirapuera para la Sociedade Harmonia de Tenis, debido al cambio de sede, el torneo se jugará en canchas de tierra batida al aire libre por primera vez a diferencia de las ediciones anteriores, que se jugó en canchas duras bajo techo. El torneo sirve como la conclusión de la temporada para los jugadores en el ATP Challenger Tour. Los siete mejores jugadores de la temporada y un adjudicatario comodín califican para el evento y se dividen en dos grupos de cuatro. Durante esta etapa, los jugadores compiten en un formato de round robin (que significa que los jugadores juegan todos contra todos). Los dos jugadores con los mejores resultados en cada grupo clasifican a las semifinales, donde los ganadores de un grupo se enfrentan a los subcampeones del otro grupo. A partir de aquí el perdedor queda eliminado del torneo.

## Puntos y premios
El total de premios del torneo fue de US$ 220,000.
| Etapa                | Dinero       | Puntos  |
| -------------------- | ------------ | ------- |
| Campeón              | RR + $45,000 | RR + 80 |
| Finalista            | RR + $21,000 | RR + 30 |
| Partido ganado en RR | $6,300       | 15      |
| Participación        | $6,300       | 0       |
| Alternantes          | $3,500       | 0       |

- RR son los puntos o premios ganados en la etapa de Round Robin.

## Clasificación
| Ranking ATP Challenger 2013 | Ranking ATP Challenger 2013 | Ranking ATP Challenger 2013 | Ranking ATP Challenger 2013 | Ranking ATP Challenger 2013 | ATP Ranking2 |
| #1 | Favorito2                   | Jugador                     | Puntos                      | Torneos                     | ATP Ranking2 |
| --- | --------------------------- | --------------------------- | --------------------------- | --------------------------- | ------------ |
| 1 |                             | Dudi Sela                   | 534                         | 14                          |              |
| 2 |                             | Jiri Vesely                 | 484                         | 10                          |              |
| 3 | 5                           | Alejandro González          | 470                         | 17                          | 107          |
| 4 |                             | Pablo Carreño Busta         | 462                         | 12                          |              |
| 5 | 4                           | Jesse Huta Galung           | 462                         | 15                          | 106          |
| 6 | 2                           | Filippo Volandri}           | 440                         | 11                          | 90           |
| 7 | 1                           | Teimuraz Gabashvili         | 438                         | 21                          | 84           |
| 8 |                             | Mikhail Kukushkin           | 417                         | 14                          |              |
| 9 | 3                           | Oleksandr Nedovyesov        | 395                         | 22                          | 96           |
| 10 | 6                           | Adrian Ungur                | 383                         | 14                          | 108          |
| 11 | 7                           | Andrej Martin               | 383                         | 24                          | 126          |
| 60 | 8                           | Guilherme Clezar            | 230                         | 20                          | 159          |
| 1 Ranking ATP Challenger al día 21 de octubre de 2013. 2 Cabezas de serie determinados por el ranking ATP al día 11 de noviembre de 2013. |                             |                             |                             |                             |              |
| Clave |                             |                             |                             |                             |              |
| Clasificado |                             |                             |                             |                             |              |
| Invitado (WC) |                             |                             |                             |                             |              |
| Rechazó la participación |                             |                             |                             |                             |              |

Los siete jugadores con más puntos acumulados en los torneos ATP Challenger durante el año más uno participante comodín del país anfitrión se clasificaron para las ATP Challenger Tour Finals 2013. Los puntos contables incluyen los puntos ganados en el año 2013 hasta el 21 de octubre, además de los puntos ganados en el final de la temporada 2012. Sin embargo, los jugadores eran solamente elegibles para clasificar para el torneo si participaron como mínimo en ocho torneos ATP Challenger Tour durante la temporada. Por otra parte, para sumar los puntos del año se tomaron en cuenta los mejores diez resultados.

## Jugadores clasificados
La clasificación final de jugadores fue anunciada inicialmente el 23 de octubre de 2013 a la página web del torneo, basado en el ranking Challenger del año hasta esa fecha . El 28 de octubre de 2013, la ATP lo anunció en su sitio web.
Alejandro González, Jesse Huta Galung, Filippo Volandri y Teimuraz Gabashvili clasificaron directamente al evento. Dudi Sela, Jiri Vesely, Pablo Carreño Busta y Mikhail Kukushkin decidieron no competir por loq que ingresaron en su lugar Oleksandr Nedovyesov, Adrian Ungur y Andrej Martin. El invitado local fue Guilherme Clezar.

## Round Robin

### Grupo Verde

#### Resultados
| Jugador              | Jugador              | Resultado     |
| -------------------- | -------------------- | ------------- |
| Teimuraz Gabashvili  | Adrian Ungur         | 6:2, 6:3      |
| Oleksandr Nedovyesov | Guilherme Clézar     | 6:4, 5:7, 6:3 |
| Adrian Ungur         | Guilherme Clézar     | 6:3, 7:5      |
| Teimuraz Gabashvili  | Oleksandr Nedovyesov | 4:6, 6:3, 6:1 |
| Guilherme Clézar     | Teimuraz Gabashvili  | 5:7, 6:4, 6:4 |
| Oleksandr Nedovyesov | Adrian Ungur         | 6:4, 5:7, 6:3 |

#### Posiciones
| Pos. | Favorito | Jugador              | Jugador | Sets | Juegos |
| ---- | -------- | -------------------- | ------- | ---- | ------ |
| 1    | 1        | Teimuraz Gabashvili  | 2:1     | 5:3  | 43:32  |
| 2    | 3        | Oleksandr Nedovyesov | 2:1     | 5:4  | 44:44  |
| 3    | 6        | Adrian Ungur         | 1:2     | 3:4  | 32:37  |
| 4    | 8        | Guilherme Clézar     | 1:2     | 3:5  | 39:45  |

### Grupo Amarillo

#### Resultado
| Jugador            | Jugador           | Resultado      |
| ------------------ | ----------------- | -------------- |
| Jesse Huta Galung  | Andrej Martin     | 6:3, 6:4       |
| Alejandro González | Filippo Volandri  | 6:3, 6:3       |
| Filippo Volandri   | Andrej Martin     | 6:0, 6:4       |
| Alejandro González | Jesse Huta Galung | 6:3, 2:6, 6:4  |
| Filippo Volandri   | Jesse Huta Galung | 4:6, 7:65, 6:3 |
| Alejandro González | Andrej Martin     | 6:2, 6:3       |

#### Posiciones
| Pos. | Favorito | Jugador            | Jugador | Sets | Juegos |
| ---- | -------- | ------------------ | ------- | ---- | ------ |
| 1    | 5        | Alejandro González | 3:0     | 6:1  | 38:24  |
| 2    | 2        | Filippo Volandri   | 2:1     | 4:3  | 35:31  |
| 3    | 4        | Jesse Huta Galung  | 1:2     | 4:4  | 40:38  |
| 4    | 7        | Andrej Martin      | 0:3     | 0:6  | 16:36  |

## Cuadro final
|  | Semifinales | Semifinales          | Semifinales | Semifinales        | Semifinales |   |   | Final            | Final | Final | Final | Final |  |
|  |             |                      |             |                    |             |   |   |                  |       |       |       |       |  |
|  |             |                      |             |                    |             |   |   |                  |       |       |       |       |  |
|  | 1           | Teimuraz Gabashvili  | 5           | 6                  | 4           |   |   |                  |       |       |       |       |  |
|  | 1           | Teimuraz Gabashvili  | 5           | 6                  | 4           |   |   |                  |       |       |       |       |  |
|  | 2           | Filippo Volandri     | 7           | 2                  | 6           |   |   |                  |       |       |       |       |  |
|  | 2           | Filippo Volandri     | 7           | 2                  | 6           |   | 2 | Filippo Volandri | 4     | 6     | 6     |       |  |
|  |             |                      |             |                    |             |   | 2 | Filippo Volandri | 4     | 6     | 6     |       |  |
|  |             |                      | 5           | Alejandro González | 6           | 4 | 2 |                  |       |       |       |       |  |
|  | 5           | Alejandro González   | 5           | Alejandro González | 6           | 4 | 2 | 6                | 64    | 6     |       |       |  |
|  | 5           | Alejandro González   |             |                    |             |   |   | 6                | 64    | 6     |       |       |  |
|  | 3           | Oleksandr Nedovyesov | 3           | 7                  | 0           |   |   |                  |       |       |       |       |  |
|  | 3           | Oleksandr Nedovyesov | 3           | 7                  | 0           |   |   |                  |       |       |       |       |  |
|  |             |                      |             |                    |             |   |   |                  |       |       |       |       |  |

### Puntos y dinero ganado por jugador
| Jugador              | Puntos | Participación | Premios en dinero | Dinero total |
| -------------------- | ------ | ------------- | ----------------- | ------------ |
| Filippo Volandri     | 110    | 6.300 $       | 78.600 $          | 84.900 $     |
| Alejandro González   | 75     | 6.300 $       | 39.900 $          | 46.200 $     |
| Teimuraz Gabashvili  | 30     | 6.300 $       | 12.600 $          | 18.900 $     |
| Oleksandr Nedovyesov | 30     | 6.300 $       | 12.600 $          | 18.900 $     |
| Guilherme Clézar     | 15     | 6.300 $       | 6.300 $           | 12.600 $     |
| Jesse Huta Galung    | 15     | 6.300 $       | 6.300 $           | 12.600 $     |
| Adrian Ungur         | 15     | 6.300 $       | 6.300 $           | 12.600 $     |
| Andrej Martin        | 0      | 6.300 $       | 0 $               | 6.300 $      |